# Deathloop
Deathloop (стилизованно — «DEATHLOOP») — компьютерная игра в жанре action-adventure, разработанная компанией Arkane Studios и изданная Bethesda Softworks. Игра была анонсирована в 2019 году на выставке E3, а её выход состоялся 14 сентября 2021 года на платформах Windows и PlayStation 5. А 20 сентября 2022 года она вышла на Xbox Series X/S и в подписке Xbox Game Pass.

## Игровой процесс
Deathloop является игрой в жанре action-adventure. В качестве основного играбельного персонажа выступает Кольт, мужчина с потерей памяти, который попал во временную петлю. Его задачей является устранение восьми целей — визионеров, которые обитают и перемещаются по острову, который главный герой в свою очередь может свободно исследовать. Все цели должны быть уничтожены до полуночи, иначе в ходе действия временной петли день будет «перезапущен» и протагонист будет вынужден начать уничтожение визионеров с начала с утра того же дня.
Главному герою противостоят не только обычные противники под управлением искусственного интеллекта, но и Джулианна — наёмная убийца и второй играбельный персонаж, роль которой может взять на себя как другой игрок, так и искусственный интеллект. Целью Джулианны является уничтожение Кольта — в данном случае петля также будет перезапущена.

## Разработка и выпуск
Deathloop была официально анонсирована 9 июня 2019 года в ходе конференции Bethesda в рамках выставки E3 2019. В 2020 году издатель Bethesda Softworks подтвердил, что игра станет временным консольным эксклюзивом игровой приставки PlayStation 5, но при этом будет также одновременно выпущена на персональных компьютерах под управлением Windows. Тогда же было объявлено, что игра будет выпущена в конце 2020 года.
В сентябре 2020 года корпорация Microsoft объявила о покупке компании Zenimax Media вместе со всеми её дочерними компаниями, включая как студию-разработчика Arkane, так и издателя Bethesda Softworks, и всеми принадлежащими им франшизами. Несмотря на то, что Microsoft владеет брендом Xbox — конкурентом PlayStation, договоренности о временной консольной эксклюзивности Deathloop и Ghostwire: Tokyo, игры от Tango Gameworks, ещё одной дочерней компании Zenimax, останутся в силе.

## Восприятие
| Сводный рейтинг       | Сводный рейтинг          |
| Агрегатор             | Оценка                   |
| --------------------- | ------------------------ |
| Metacritic            | (PC) 88/100 (PS5) 89/100 |
| OpenCritic            | 88/100                   |
| Иноязычные издания    |                          |
| Издание               | Оценка                   |
| Edge                  | 9/10                     |
| EGM                   | [ 11 ]                   |
| Game Informer         | 9/10                     |
| GameSpot              | 10/10                    |
| GamesRadar+           | [ 14 ]                   |
| IGN                   | 10/10                    |
| PC Gamer (US)         | 89/100                   |
| VG247                 | [ 17 ]                   |
| Русскоязычные издания |                          |
| Издание               | Оценка                   |
| 3DNews                | 9/10                     |
| GoHa.Ru               | 8/10                     |
| StopGame.ru           | Похвально                |
| «Игромания»           | [ 21 ]                   |
| «Канобу»              | 9/10                     |

Игра получила преимущественно положительные отзывы критиков, согласно агрегатору рецензий Metacritic, средневзвешенная оценка составила 88/100 для версии на ПК на основании 19 рецензий и 89/100 для версии на Playstation 5 на основании 100 рецензий (по состоянию на 24 сентября 2021 года).

### Награды
Deathloop стала лидером по количеству номинаций на The Game Awards 2021 — суммарно игра была номинирована в 9 номинациях в 8 категориях, включая номинации Джейсона Е. Келли и Озиомы Акагхи в категории «Лучшая актёрская игра» за озвучивание Кольта и Джулианны соответственно. Игра победила в категориях «Лучшая игровая режиссура» и «Лучшее визуальное оформление». Российское издание «Игромания» поставило игру на 1-е место в номинациях «ААА года» и «Экшен года», а также на 3-е место в номинации «Игра года».
| Год  | Награда                       | Категория                                           | Результат | Прим.                       |
| ---- | ----------------------------- | --------------------------------------------------- | --------- | --------------------------- |
| 2021 | Golden Joystick Awards        | Игра года PlayStation                               | Номинация | [ 28 ] [ 29 ] [ 30 ] [ 31 ] |
| 2021 | Golden Joystick Awards        | Игра года                                           | Номинация | [ 28 ] [ 29 ] [ 30 ] [ 31 ] |
| 2021 | Golden Joystick Awards        | Лучший мультиплеер                                  | Номинация | [ 28 ] [ 29 ] [ 30 ] [ 31 ] |
| 2021 | Golden Joystick Awards        | Лучшая актёрская игра                               | Номинация | [ 28 ] [ 29 ] [ 30 ] [ 31 ] |
| 2021 | Golden Joystick Awards        | Выбор критиков                                      | Победа    | [ 28 ] [ 29 ] [ 30 ] [ 31 ] |
| 2021 | The Game Awards               | Игра года                                           | Номинация | [ 32 ] [ 33 ] [ 34 ]        |
| 2021 | The Game Awards               | Лучшая постановка                                   | Победа    | [ 32 ] [ 33 ] [ 34 ]        |
| 2021 | The Game Awards               | Лучшее повествование                                | Номинация | [ 32 ] [ 33 ] [ 34 ]        |
| 2021 | The Game Awards               | Лучший художественный стиль                         | Победа    | [ 32 ] [ 33 ] [ 34 ]        |
| 2021 | The Game Awards               | Лучшая музыка                                       | Номинация | [ 32 ] [ 33 ] [ 34 ]        |
| 2021 | The Game Awards               | Лучший аудиодизайн                                  | Номинация | [ 32 ] [ 33 ] [ 34 ]        |
| 2021 | The Game Awards               | Лучшая актёрская игра                               | Номинация | [ 32 ] [ 33 ] [ 34 ]        |
| 2021 | The Game Awards               | Лучший экшен                                        | Номинация | [ 32 ] [ 33 ] [ 34 ]        |
| 2022 | Game Developers Choice Awards | Лучший звук                                         | Номинация | [ 35 ] [ 36 ]               |
| 2022 | Game Developers Choice Awards | Лучший дизайн                                       | Номинация | [ 35 ] [ 36 ]               |
| 2022 | Game Developers Choice Awards | Лучшие инновации                                    | Номинация | [ 35 ] [ 36 ]               |
| 2022 | Game Developers Choice Awards | Лучшее повествование                                | Номинация | [ 35 ] [ 36 ]               |
| 2022 | Game Developers Choice Awards | Игра года                                           | Номинация | [ 35 ] [ 36 ]               |
| 2022 | D.I.C.E. Awards               | Игра года                                           | Номинация | [ 37 ]                      |
| 2022 | D.I.C.E. Awards               | Боевик года                                         | Номинация | [ 37 ]                      |
| 2022 | D.I.C.E. Awards               | Лучший игровой персонаж                             | Номинация | [ 37 ]                      |
| 2022 | D.I.C.E. Awards               | Лучший оригинальный саундтрек                       | Номинация | [ 37 ]                      |
| 2022 | D.I.C.E. Awards               | Выдающееся достижение в игровой режиссуре           | Победа    | [ 37 ]                      |
| 2022 | D.I.C.E. Awards               | Выдающееся достижение в игровом дизайне             | Номинация | [ 37 ]                      |
| 2022 | D.I.C.E. Awards               | Выдающееся достижение в анимации                    | Номинация | [ 37 ]                      |
| 2022 | D.I.C.E. Awards               | Выдающееся достижение в графике                     | Номинация | [ 37 ]                      |
| 2022 | Pégases Awards                | Игра года                                           | Победа    | [ 38 ]                      |
| 2022 | Pégases Awards                | Лучший художественный дизайн                        | Победа    | [ 38 ]                      |
| 2022 | Pégases Awards                | Лучший дизайн звука                                 | Номинация | [ 38 ]                      |
| 2022 | Pégases Awards                | Лучший дизайн повествования                         | Номинация | [ 38 ]                      |
| 2022 | Pégases Awards                | Лучший игровой дизайн                               | Победа    | [ 38 ]                      |
| 2022 | Pégases Awards                | Лучший сеттинг                                      | Победа    | [ 38 ]                      |
| 2022 | Pégases Awards                | Приз зрительских симпатий                           | Победа    | [ 38 ]                      |
| 2022 | British Academy Games Awards  | Игра года                                           | Номинация | [ 39 ] [ 40 ]               |
| 2022 | British Academy Games Awards  | Достижение в области аудио                          | Номинация | [ 39 ] [ 40 ]               |
| 2022 | British Academy Games Awards  | Лучший геймдизайн                                   | Номинация | [ 39 ] [ 40 ]               |
| 2022 | British Academy Games Awards  | Лучшая музыка                                       | Номинация | [ 39 ] [ 40 ]               |
| 2022 | British Academy Games Awards  | Лучшая игра по оригинальной франшизе                | Номинация | [ 39 ] [ 40 ]               |
| 2022 | British Academy Games Awards  | Выбор аудитории                                     | Номинация | [ 39 ] [ 40 ]               |
| 2022 | British Academy Games Awards  | Лучшая главная роль (Джейсон Келли в роли Кольта)   | Номинация | [ 39 ] [ 40 ]               |
| 2022 | British Academy Games Awards  | Лучшая главная роль (Озиома Акага в роли Джулианны) | Номинация | [ 39 ] [ 40 ]               |